# Sant'Andrea del Garigliano
Sant'Andrea del Garigliano és un comune (municipi) de la província de Frosinone, a la regió italiana del Laci, situat a uns 130 km al sud-est de Roma i a uns 50 km al sud-est de Frosinone.
Sant'Andrea del Garigliano limita amb els municipis de Castelforte, Rocca d'Evandro, Sant'Ambrogio sul Garigliano, Sant'Apollinare i Vallemaio.
A 1 de gener de 2019 tenia 1.432 habitants.